# Eduardo dos Santos Lima
Eduardo dos Santos Lima (Sao Caetano do Sul, Brasil, 14 de marzo de 1989) es un futbolista brasilero. Juega de mediocampista y su equipo actual es el Asteras Tripolis de la Superliga de Grecia.

## Clubes
| Club                  | País   | Año           | PJ | Goles |
| --------------------- | ------ | ------------- | -- | ----- |
| Red Bull Brasil       | Brasil | 2011          | 11 | 0     |
| São Bernardo FC       | Brasil | 2012          | 16 | 0     |
| Chapecoense (Cedido)  | Brasil | 2012          | 7  | 0     |
| São Bernardo FC       | Brasil | 2013 - 2015   | 24 | 0     |
| Asteras Tripolis      | Grecia | 2015-2016     | 8  | 0     |
| Nea Salamis Famagusta | Chipre | 2016-2017     | 13 | 1     |
| Asteras Tripolis      | Grecia | 2017-presente | 1  | 0     |